# Анафиотика
Анафиотика (греч. Αναφιώτικα) — небольшой район Афин, расположенный на северо-восточном склоне Акрополя; часть Плаки. Ближайшая станция Афинского метрополитена — станция «Акрополи».
Район Анафиотика основан в эпоху правления короля Оттона жителями с острова Анафи, прибывших в новосозданную столицу на строительство Королевского дворца. Застройка района осуществлялась в типичном кикладском стиле: узкие улицы с небольшими, округлыми или чётко квадратными домами, отбеленными в ярко-белый цвет, утопающими в клумбах и альпийских горках.

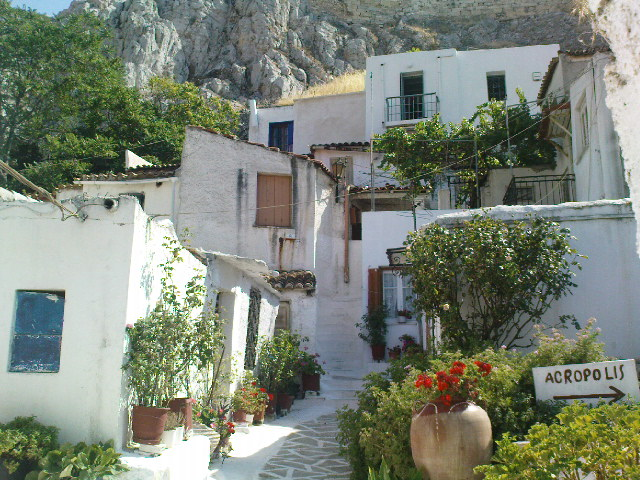
Анафиотика

В Анафиотике расположен археологический музей Канеллопулоса.